# Callipogon relictus
Callipogon relictus es una especie de coleóptero polífago de la familia de los cerambícidos conocido vulgarmente como carcoma grande. Los imagos tienen una longitud de 58 a 108 mm. Se encuentra en el Paleártico.